# کتاوبا (ویرجینیا)
کتاوبا (به انگلیسی: Catawba) یک منطقهٔ مسکونی در ایالات متحده آمریکا است که در شهرستان روانوک، ویرجینیا واقع شده‌است. کتاوبا ۵۳۱ متر بالاتر از سطح دریا واقع شده‌است.